# Cleyera serrulata
Cleyera serrulata là một loài thực vật có hoa trong họ Pentaphylacaceae. Loài này được Choisy mô tả khoa học đầu tiên năm 1855.